# West Surrey Racing
West Surrey Racing – brytyjskie zespół wyścigowy, założony w 1981 roku przez Nowozelandczyka Dicka Bennettsa. Obecnie ekipa startuje jedynie w British Touring Car Championship, jednak w przeszłości pojawiał się także w stawce World Touring Car Championship, Formuły 3000, A1 Grand Prix, Europejskiej Formuły 3 oraz narodowych edycji Formuły 3.

## Starty

### A1 Grand Prix
| Rok       | Bolid      | Kierowcy            | Wygrane | PP | NO | Pkt | M.Z. |
| --------- | ---------- | ------------------- | ------- | -- | -- | --- | ---- |
| 2005/2006 | Lola-Zytek | A1 Team New Zealand | 0       | 0  | 0  | 77  | 4    |
| 2006/2007 | Lola-Zytek | A1 Team USA         | 0       | 0  | 0  | 42  | 9    |
| 2006/2007 | Lola-Zytek | A1 Team Singapore   | 0       | 0  | 0  | 3   | 20   |
| 2007/2008 | Lola-Zytek | A1 Team USA         | 1       | 0  | 0  | 56  | 12t  |